# Торнтон Вайлдер
Торнтон Найвен Вайлдер (англ. Thornton Niven Wilder, 17 квітня 1897 — 7 грудня 1975) — американський прозаїк, драматург та есеїст, лауреат Пулітцерівської премії (1928, 1938 і 1943).

## Біографія
Торнтон Вайлдер народився 17 квітня 1897 року в Медісоні (штат Вісконсін) в родині дипломата, пастора й журналіста, підлітком відвідував німецькомовну школу в Шанхаї, де його батько займав дипломатичну посаду. Почав писати п'єси ще в шкільні роки, коли навчався в Течерській школі. Однокласники вважали його надто розумним і часто дражнили. Школяр Вайлдер багато часу проводив у бібліотеці, де мав спокій від переслідувань однолітків.
Під час першої світової війни Вайлдер служив в Береговій охороні США в Форті Адамс (Ньюпорт, Род Айленд), де одержав звання капрала. У 1916—1917 роки навчався в Оберлінському коледжі. Потім вступив до Єльського університету, де 1920 року отримав диплом бакалавра, а 1925 року, вже в Принстонському університеті, — ступінь магістра (французька філологія). У 1920—1921 роки відвідував Американську академію в Римі. 1926 року опублікував свій перший роман «Каббала» (The Cabala). Комерційно успішним і відомим письменником Вайлдер став після публікації 1927 року роману «Міст Людовика Святого», відзначеного 1928 року Пуліцерівською премією.
З 1930 по 1936 рік читав курс порівняльного літературознавства в Чиказькому університеті. 1938 року одержав другу Пуліцерівську премію за п'єсу «Наше містечко». Цю трьохактову п'єсу згодом було екранізовано. П'єса «Наше містечко» досі залишається однією з найпопулярніших у США і є яскравим прикладом особливої драматичної техніки Вайлдера: у п'єсі є своєрідний оповідач або ведучий п'єси, який відіграє роль хору чи «спостерігача з фортечного муру» в античному театрі (прийом тайхоскопії). Мінімалістичність декорацій вказують у Вайлдера на універсальний характер людських переживань.
Третю Пуліцерівську премію Вайлдер одержав за п'єсу «На волосину від загибелі», прем'єра якої відбулася 1943 року за участі в головних ролях Фредріка Марча та Таллули Банкгеда. Головні теми п'єси збігаються з іншими творами Вайлдера: війна, епідемії, економічна криза та вогонь, як екзистенційний досвід людини. У п'єсі ігноруються часові та просторові рамки, таким чином автор намагався представити основні архетипні етапи розвитку людства.
Під час Другої світової війни Вайлдер став лейтенант-полковником (аналог підполковника) військово-повітряних сил США. Служив в Африці й в Італії. 1945 року демобілізувався з війська. Перекладав з французької, зокрема п'єси Жана-Поля Сартра та Андре Обе. У 1950—1951 роки викладав поетику в Гарвардському університеті. 1957 року творчість Вайлдера була відзначена Премією миру німецьких книгарів.
Останній роман Вайлдера «Теофіл Норт» (англ. «Theophilus North») був опублікований у 1973 році.
7 грудня 1975 року Вайлдер помер уві сні в Гамдені (Коннектикут). Похований на кладовищі Маун Кармел (Гамден).

## Особисте життя
Торнтон Вайлдер ніколи не був одружений і не мав дітей.
Через шість років після смерті Вайлдера порнограф та тату-майстер Семюел Стюард (1909—1993) написав у своїй автобіографії, що мав з ним сексуальні стосунки наприкінці 1930-х. Роберт Готліб у 2013 році, стверджував, що Вайлдер був захоплений чоловіком, ім'я якого Готліб не назвав, і що почуття Вайлдера не були взаємними. Він дотримується точки зору Стюарда, що Вайлдер був прихованим гомосексуалом, але ніколи не почувався комфортно в сексі. Близький друг Вайлдера, Річард Нівен, зазначив «непохитно несексуальний» інтерес Вайлдера до жінок. Загалом серед дослідників побутує думка, що Вайлдер був гомосексуалом. Хоч він мав близькі дружні стосунки з жінками, його романтичні інтереси, особливо в молодості, схоже, були спрямовані переважно на чоловіків.

## Твори

### Романи
- «Кабала» / The Cabala (1926)
- «Міст короля Людовика Святого» / The Bridge of San Luis Rey (1927)
- «Жінка з Андроса» /The Woman of Andros (1930)
- «До неба мій шлях» («Небо — моя обитель») / Heaven's My Destination (1935)
- «Березневі іди» / Ides of March (1948)
- «День восьмий» / The Eighth Day (1967)
- «Теофіл Норт» / Theophilus North (1973)

### П'єси
- «І зазвучить сурма» / The Trumpet Shall Sound (1926)
- «Ангел, що обурив води, та інші п'єси» / An Angel That Troubled Waters and Other Plays (1928)
- «Наше містечко» / Our Town (1938)
- «Купець з Йонкерса» / The Merchant of Yonkers (1938)
- «На волосину від загибелі» / The Skin of Our Teeth (1942)
- «Сваха» / The Matchmaker (1954, за п'єсою Йоганна Нестроя, пізніше стала основою мюзиклу «Гелло, Доллі!», 1964)
- «Алкестіада, або Життя в сонячному світлі» / The Alcestiad: Or, A Life In The Sun (1955)
- Plays for Bleeker Street (1962)

### Оперні лібрето
- «Довгий різдвяний обід» (для Пауля Хіндеміта)
- «Алкестіад» (для Луїзи Тальма)

### Кіносценарії
- «Тінь сумніву» (для Альфреда Гічкока)

## Переклади українською
- Торнтон Вайлдер. …шкірою наших зубів. П'єса. Пер. з англійської Василь Мицько, Юлія-Анна Франко. — Київ: Факт, 2004, 192 с.
- Торнтон Вайлдер. Березневі іди. Пер. з англійської Назар Ващишин. — Львів: «Апріорі», 2020, 248 с. ISBN 9786176295624

## Літературні нагороди та премії
- Пулітцерівські премії:
  - 1928 — за повість «Міст короля Людовика Святого»,
  - 1938 — за п'єсу «Наше містечко»,
  - 1943 — за п'єсу «На волосину від загибелі».

- 1952 і 1962 — Золоті медалі Американської академії мистецтв та літератури.
- 1965 — Національна медаль.
- 1967 — Національна книжкова премія за роман «День восьмий».